# Il·luminació en el cinema

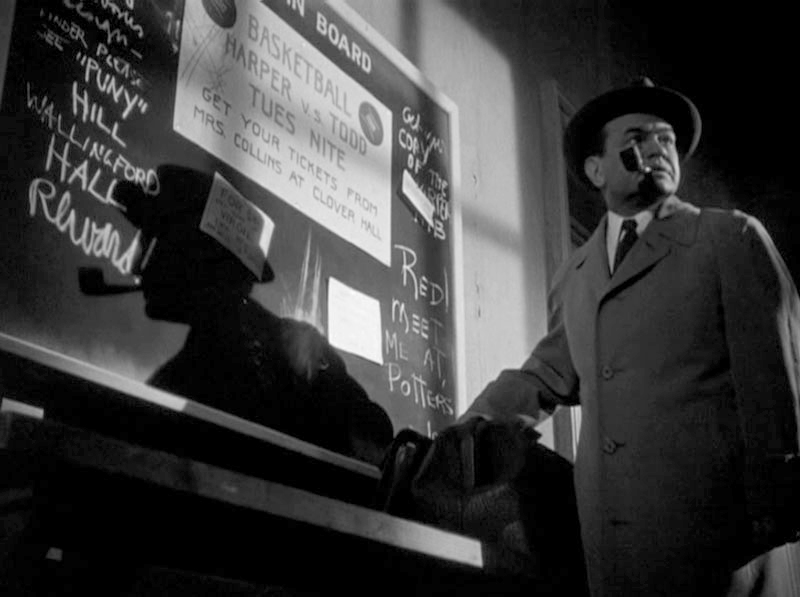
Exemple del paper de la llum del cinema en la pel·lícula El desconegut, emmarcada en el gènere film noir, corrent on es té molt en compte l'impacte emocional de la llum i les ombres que genera.

La llum és aquella que permet la creació de cinema. Aquesta és una necessitat fonamental, ja que cal que els objectes estiguin ben il·luminats per a poder enregistrar les seves imatges, però endemés emprèn un paper significant en la interpretació de allò que veiem. Una mateixa escena il·luminada de forma diferent pot transformar completament el missatge que rep l'espectador.
En veure l'efecte que tenia sobre les pel·lícules es comença a treballar en factors que influïen en aquesta, creant el concepte d'enllumenat cinematogràfic com a preparació general de la il·luminació d'una escena, feina que en un rodatge es duu a terme pel director de fotografia.

## Història[2]
La història de la il·luminació en el cinema va paral·lela a la història de la tecnologia i el cine, com totes les indústries es nodreix dels avançaments tècnics de l'època.
Al principi, les emulsions fotogràfiques eren molt poc sensibles a la llum i, per tant, es necessitava molta llum per això es va utilitzar la del sol per filmar. Des de 1827 l'evolució per aconseguir emulsions més cada vegada més sensibles ha estat imparable. En aquell any Nicéphore Niépce va realitzar la primera fotografia emprant “betun” de Judea, l'exposició a la llum va durar unes 14 hores. El 1839 Louis Daguerre va aconseguir fitxar la imatge sobre una planxa sensible de coure, el que es coneix com a daguerreotip, ho va aconseguir amb una exposició de 30 minuts. En 1840 Tallo va inventar el calotip, el qual va fer possible una exposició de només 2 minuts. L'any 1851 F. Scott Archer fent ús col·lodió humit va fer possible una instantània amb només uns pocs segons. Entre 1855 i 1868 s'experimenta i comercialitza el cel·luloide, i a partir de 1880 es compta amb un producte molt més estable que el col·lodió humit, la gelatina-bromur, amb això quedava el camí per a la fotografia en moviment.
Amb l'arribada del cinema en el 1878, les emulsiones eren tan lentes que només la llum del dia era suficient per rodar i obtenir una exposició acceptable. Quasi totes les pel·lícules es rodaven en exteriors per aprofitar la llum del sol. Fins que l'any 1892 Thomas Edison va fabricar la seva famosa "Black Maria". Aquesta va ser construïda en 1893 pel soci d'Edison William K.L Dickson. No només estava oberta al cel sinó que a més podia girar sobre una base per mantenir l'orientació al sol. Dickson ja havia construït un estudi fotogràfic en 1889 que va ser el processador de la "Black Maria", aquest estudi fotogràfic tenia la part en la qual es col·locava el retratat, completament oberta a la llum, la teulada i les parets eren de cristall, amb cortines per controlar la llum. D'aquesta manera podia crear la llum adequada per les filmacions que havien de fer. Era un típic estudi de fotògraf. Ja havia rodat en aquell estudi envidriat alguna pel·lícula pel kinetoscopi d'Edison.

## Tipus de llum en el cinema
Llum principal: és fonamental en la majoria dels tipus d'il·luminació en el cinema, la llum principal és la primera i generalment és la més importants de les que un director de fotografia utilitza en la configuració de la posada de llums en el cine. El propòsit de la llum principal és ressaltar la forma i la dimensió del subjecte. La llum principal no és obligatòria, ja que la seva absència també pots permetre aconseguir resultats molt atractius com per exemple, un contrallum molt marcat en el que es delinea una silueta. Si s'il·lumina un objecte en moviment, es poden fer servir diverses llums principals que il·luminin el subjecte en els moments oportuns a mesura que es van movent.
Llum de farciment: en la il·luminació tradicional de tres punts, la llum de farciment és una llum menys potent que es troba en el costat oposat a la llum principal, de manera quasi perpendicular. Amb aquesta llum es busca emplenar les ombres d'alt contrast que la llum principal pot crear en la cara del subjecte. El farciment ressalta detalls en l'obscuritat per afectar l'estat d'ànim que desitgi el director de fotografia. Dintre d'aquest tipus de llum en el cinema es poden trobar fins a sis subtipus:
- Unitats de llum: una làmpada o un focus determinat és la forma més obvia de llum de farciment. Tanmateix, si es tracta d'una pel·lícula de baix pressupost, és possible que no es compti amb els diners suficients per aconseguir una unitat de llum de farciment, en aquest cas s'ha de prioritzar la llum principal.
- Reflectors: aquests accessoris, reflecteixen la llum principal cap al subjecte. El color del reflector modificarà el de l'ombra. Un reflector daurat, per exemple farà que el subjecte adquireixi tons més càlids. Normalment, aquests accessoris tenen l'avantatge de no ocupar massa espai i no requerir en molts casos la instal·lació d'un suport. En cas de no tenir pressupost per aconseguir un reflector professional, una planxa de porexpan blanca funciona per aconseguir una bona llum de farciment rebotada. Qualsevol material reflector pot actuar com a llum de farciment sempre que no introdueixi un color no desitjat en l'ombra. No obstant això, les superfícies reflectores com els miralls i l'alumini sovint reflecteixen massa llum sobre el subjecte.
- Parets: les partes i els sostres també poden actuar com grans reflectores de llum per crear una llum de farciment. Això ajuda a crear un efecte d’il·luminació suau i subtil.
- Tela: quan es vol crear aquest tipus de llum en el cinema la tela és una molt bona opció. Com passa amb els reflectors, el color de la roba pot afegir un matís no desitjat a la llum de farciment, per tant, és necessari tenir això en compte al moment d’escollir la peça de roba a utilitzar.
- Flaix: una altra forma de proporcionar llum de farciment és amb el flaix. En una situació ben il·luminada, un flash eliminarà les ombres i té l'avantatge de poder recórrer grans distàncies. Un altre avantatge d'usar un flaix de farciment és que permet il·luminar perfectament a un subjecte que tingui un contrallum molt fort (el sol, per exemple). Si bé el manteniment és més costós i més alt en termes de configuració, un flaix pot ser una eina útil. Pel fet que no requereix una llum principal per a reflectir-se i es pot col·locar en qualsevol lloc del set per a obtenir l'efecte desitjat.
- Farciment negatiu: aquest tipus de farciment es dona quan un director de fotografia desitja una llum de farciment que sigui més fosca que la il·luminació que proporciona una llum natural. Per aconseguir-ho es bloqueja la llum natural amb un filtre o llenç negre o opac, evitant així que l'excés de llum reboti cap al subjecte. La quantitat de farciment negatiu que s'utilitza depèn de la quantitat de la llum que es vulgui absorbir. Les fonts de llum, l'escena a filmar i el tipus de càmera que s'està fent servir són variables que poden afectar això.

Contrallum: un contrallum il·lumina a l'actor, actriu o objecte des de darrere i generalment es col·loca més a dalt que l'objecte que s'està il·luminant. Es sol utilitzar aquest tipus d'il·luminació en cinema per separar un objecte o un actor d'un fons obscur i per donar al subjecte més forma i profunditat. Aquesta llum pot ajudar a fer que el subjecte destaqui d'un fons pla i bidimensional.
Quan es parla de contrallum se sol fer servir molt la llum solar. En aquest sentit, cal aclarir que, mentre la llum solar directa sovint pot ser massa dura per a il·luminar al subjecte com a llum principal, com a llum de fons, el sol pot fer que el subjecte destaqui com una silueta en una imatge, en el cas de voler donar una mica de detall i que no sigui simplement una silueta negra, es pot reflectir la mateixa llum del sol amb un reflector d'enfront del subjecte.
La llum principal, juntament amb la de farciment i la de contrallum formen una configuració de tres punts, les més tradicional tant en cinema com en fotografia.
La llum lateral: tal com el seu nom indica, la llum lateral és una il·luminació que ingressa a la pressa des d'un costat per ressaltar un costat de la persona o objecte il·luminat. Aquest tipus de llums de cinema proporcionen un farciment dèbil, tot i que molt sovint s'utilitza la llum lateral per proporcionar drama a una escena. Moltes persones es refereixen a la il·luminació lateral com il·luminació de "clarobscur". Per aconseguir la il·luminació de clarobscur es necessita un fort contrast que permeti accentuar els contorns del subjecte il·luminat.
Llum funcional: dintre dels tipus de llum en el cinema es troba la llum funcional que és tota aquella llum que prové d'una font que està dintre de la imatge. Alguns exemples serien les llums d’un cotxe, d’una llanterna, una làmpada...El més important per definir-la com llum funcional és que es pugui veure dintre de la mateixa imatge de la pel·lícula quina és la font que emet aquella llum.
Llum motivada: la il·luminació motivada és un tipus de llum en el cinema que busca imitar a una font natural dintre de l'escena. Les dues diferències entre la llum motivada i la llum funcional són: per una banda, que la font de llum motivada no ha d'aparèixer necessàriament dintre del pla i per l'altra, que la il·luminació motivada busca millorar i/o replicar la il·luminació pràctica. A l'hora de crear una llum motivada s'han de tenir en compte dos aspectes diferents, d'una banda, és necessari il·luminar la font i, per altra banda, s'ha d'il·luminar l'espai circumdant de la font. Lògicament, si s'intenta replicar un tipus de llum determinada serà necessari que la llum motivada es vegi i actuï igual que la font que es busca imitar.
Llum rebotada: és tota aquella llum que no impacta és el subjecte de forma directa des de la seva font d'emissió, sinó que abans de fer-ho rebota en algun tipus de superfície. Com ja s'ha vist, en la gran majoria, la llum de rebot és utilitzada com a llum de farciment. També és possible fer servir aquests tipus de llum com a llum principal. La llum rebotada pot ser difuminada si es rebota en una superfície opaca o més directe si és reflectida contra una superfície reflectant. De la mateixa manera, el color de la superfície sobra la qual es reflecteixi podrà modificar la crominància de llum per la qual cosa és important tenir això en compte per aconseguir millor il·luminació de rebot possible.
Llum suau: la llum suau és més aviat un terme que descriu la mida d'una font de llum que el d'una ubicació en si. La llum suau prové d'una font gran, sigui una làmpada o una làmina de difusió. Aquesta llum produirà ombres suaus o no hi haurà ombres en absolut.
Hi ha dues formes de treballar amb la llum suau:
- Es pot utilitzar per augmentar la potència de la llum principal i utilitzar molta llum de farciment. Això mantindria una il·luminació brillant i equilibrada, creen imatges amb una llum suau i pràcticament cap ombra.
- Es pot fer servir simplement per suavitzar una font de llum principal amb materials de difusió per reduir les ombres, aconseguint una llum suau amb ombres subtils i poc marcades però amb una il·luminació general no tan clara com en el cas anterior.

Llum dura: la llum dura, al contrari del que succeeix amb la llum suau, crea ombres nítides i molt dures, és a dir, molt marcades, amb poca transició entre les zones més obscures i més clares de la imatge. Es pot aconseguir aquest tipus de llum gravant sota el sol del migdia o amb una font de llum petita. En molts casos, la llum dura és una llum poc desitjada, ja que genera imatges molt contrastades que poden no ser el que el director de fotografia busca. Per aquests casos, es van inventar els difusors i els reflectors opacs. Per aconseguir una llum més suau també es pot canviar la font de llum per una més gran. Si s'ha de filmar en exteriors, però la llum del sol sembla massa dura hi ha dues opcions: esperar que sigui el vespre o que hi hagi núvols, ja que aquestes actuen com un difusor natural.
Il·luminació en clau alta: com indica el nom, això fa referència a un tipus d'il·luminació cinematogràfica en general. La il·luminació en clau és un tipus d'il·luminació l'objectiu de la qual és reduir la relació d'il·luminació, que és la relació que guarda la il·luminació d'un objecte o una escena entre la seva part més il·luminada i la seva part en ombres. Originalment, aquest tipus d'il·luminació al cinema va néixer perquè les primeres pel·lícules no manejaven bé les relacions d'alt contrast, per la qual cosa tot havia d'estar ben il·luminat perquè aparegués correctament en pantalla. Avui dia, en canvi, és un dels tipus d'il·luminació al cinema que s'utilitza per a demostrar estats d'ànim alegres i optimistes, en general, és molt utilitzada en sitcoms i comèdies en general.
Il·luminació en clau baixa: un altre dels tipus d'il·luminació en cinema és el d'il·luminació en clau baixa, aquest és un efecte d'il·luminació que utilitza una font de llum intensa per a millorar les ombres en la seva escena. A diferència de la il·luminació en clau alta (en la qual les ombres es minimitzen), la il·luminació de clau baixa es tracta d'ombres i contrast.
Una imatge en clau baixa és aquella que conté predominantment tons i colors foscos. Transmeten una atmosfera i un estat d'ànim taciturn, dramàtic o fins i tot teatral. Mentre una imatge en clau alta se sent airejada i lluminosa, una en clau baixa sol ser dramàtica i plena de misteri. Si bé aquest tipus d'il·luminació cinematogràfica és característic de les pel·lícules de terror, en les quals la foscor permet amagar tota mena de terrors, la il·luminació en clau baixa no està obligada a fer por, sinó que busca més aviat generar intimitat amb l'espectador que permeti submergir-lo en la història de forma més personal.
La il·luminació en clau baixa és un dels tipus d'il·luminació en cinema perfecta per a minimitzar les distraccions en la presa, per la qual cosa realment ajuda a guiar al públic perquè vegi exactament el que es vulgui que vegin.
Llum ambient: usar fonts de llum artificials és, en línies generals, la millor manera de crear una escena ben il·luminada que sigui molt similar o fins i tot millor del que es veu en la vida real. Però més enllà que això sigui així, no hi ha raó per a no fer ús de les llums ambientals. En filmar durant el dia, sempre es pot fer a l'aire lliure per a utilitzar la llum solar natural (amb difusor o sense, depenent de l'hora del dia) i complementar l'escena amb una llum secundària si fes falta (sigui rebotant-la o de manera directa). Com s'ha comentat, al migdia la llum és molt dura. Si es busca una llum més suau, les millors opcions són a primera hora del matí i tard a la tarda. La denominada "hora màgica" (l'espai de temps que va des de la posta del sol fins a la total foscor), és el moment preferit de molts directors de fotografia per a filmar les seves escenes d'exterior.
Això sí, s'ha de tenir sempre en compte que la intensitat i el color de la llum solar no són constants, per la qual cosa és important planificar el clima i la ubicació del sol per a cada escena que es vagi a filmar.
Llum disponible: quan es parla de llum disponible es fa referència a les llums que ja estan en el lloc en el qual es filmarà. Això lògicament inclou al sol en qualsevol presa diürna o a la lluna en qualsevol presa nocturna, però també inclou els fanals del carrer, les llums d'una casa si es filma en el seu interior, etc.

## Direcció de la llum[4]
Un dels factors determinants en el cinema (aplicable també en fotografia) és amb quin angle impacta la llum en els objectes, provocant així diferències en la percepció del relleu i fent aparèixer ombres. Segons des de on rep la llum l'objecte classifiquem diferents tipus de llum:
- Llum creuada: La projecció de dos focus de llum en direccions invertides cap a un mateix objectiu, de manera que per cap banda es generen ombres. En aquest tipus de sistema lumínic s'aconsegueix gran detall d'allò enfocat, ja que ho veiem completament sense dificultat en no tenir ombres i estar completament nítid.
- Llum picada: Recurs expressiu que s'obté col·locant la font de llum per sobre del l'objecte de manera que es creen ombres cap a baix. En el cas de les persones crea ombres als ulls a causa de la posició de les celles, que sobresurten més, i per sota del cap, de manera que part del coll queda obscura. Pot donar sensació de cansament o de tristesa.
- Llum contra picada: Ressalta les ombres de manera exagerada i s'aconsegueix enllumenant per sota de l'objecte. En el cas de la cara, segons la inclinació d'aquesta i de la llum, pot arribar a tapar completament els ulls i la boca. És per això que s'utilitza molt sovint a les pel·lícules de terror, perquè costa veure amb claredat el subjecte i crea una sensació misteriosa i de tensió.
- Contrallum: Aquella situació lumínica en que el focus de llum es troba davant de la càmera, i no darrere. En la fotografia a contrallum podem diferenciar entre quan el focus de llum està just darrere l'objecte i en aquella distribució on la llum està present en algun lloc de l'escena, però no darrere. Sembla una petita diferència però els resultats són completament diferents. Quan el focus està justament darrere el subjecte, aquest queda completament fosc però es ressalta de manera exagerada la silueta. En canvi, quan la llum està visible o fora l'escena, però tot i així davant la càmera, arriba més llum i, per tant, no s'enfosca tant l'objecte. Ressalta igualment la silueta, però dona més color i llum a la imatge. És molt interessant treballar amb aquest tipus de llum amb cossos translúcids, que deixen passar la llum parcialment i agafen vida.
- Llum lateral: Quan el focus de llum està solament en un cantó de l'escena, de manera que es projectaran ombres just al costat contrari, i això dona una sensació de més relleu a la imatge. Quan l'objecte fotografiat és completament opac i la llum esta enfocada a un punt i no es dispersa, es creen unes ombres molt definides i hi ha contrast en la imatge quant a punts completament negres i d'altres altament il·luminats.

## Tipus i característiques de diferents fonts de llum
- Llums de tungstè: són les llums més comunes en les cases, i estan compostes per una bombeta de vidre i un filament incandescent que produeix llum. També se les coneix com a halògenes i donen temperatures altes de color altes amb potències diferents segons la bombeta. Se solen usar en escenes interiors de cases o oficines i els seus avantatges són, per una banda, fidelitat al color, per altra banda, el seu baix cost i finalment, la durabilitat. Tanmateix, emeten molta calor i necessiten una potent font d'energia i les bombetes no es poden tocar amb les mans.
- HMI: s'utilitzen com fonts de llum per a grans espais perquè ofereixen resultats d'entre 85 i 108 lúmens per watt. Gràcies a la reacció entre el gas i el corrent elèctric del tungstè en la bombeta, poden emetre aquesta gran quantitat de llum que arriba als 6000 graus Kelvin i simulen la llum del sol en escena perquè no emeten flickeos ni parpellejos. L'elevat cost d'aquestes llums i la seva dificultat per dimeritzar-les, són les únics desavantatges d'aquestes fonts de llum.
- Fluorescents: són fonts de llum molt versàtils, construïdes en tubs de diferents temperatures que es poden canviar i col·locar juntes en suports. S'usen molt en interiors perquè són compactes i la temperatura de color és una mica més baixa que en el tungstè o en el HMI. Tanmateix, igualen en resultats a les HMI donant fins a 100 lúmens per watt. L'únic inconvenient és que poden produir parpellejos.
- LED: són fonts de llum del futur per la seva eficiència i la seva manejabilitat. Els resultats són realment bons pel que fa a CRI i temperatura variable del color. Les bombetes de LED és construeixen normalment en panells que poden ser modificats igual que la temperatura. Són molt còmodes de portar, no deixen residus i es poden usar amb bateries tot i que són una mica cars.
- Astera LED: són els nous leds construïts en forma de tub i que donen una quantitat d'opcions il·limitades. Un CRI per sobre de 96 i la seva tecnologia sense fils permet canviar el rang de color a distància. La seva potència i la seva manejabilitat els estan convertint en una opció molt útil per a tota mena de produccions audiovisuals

## Accessoris bàsics[6]
Tant en l'àmbit cinematogràfic com en el de la fotografia existeixen una sèrie d'accessoris que ens permeten crear, direccionar i modular la llum:
- Les fonts de llum contínues: Són focus que il·luminen de manera constant, com per exemple una làmpada incandescent o una làmpada LED. L'avantatge que tenen és que en ser una font de llum que no varia, podem observar en tot moment com afecta aquesta a l'objecte enfocat i quines ombres genera. Com a desavantatge cal destacar que solen ser de grans dimensions i de gran demanda energètica.[7]
- Pantalles reflectores: Són pantalles fetes de diferents materials, colors i mides. Serveixen per a fer rebotar la llum i il·luminar una zona de la imatge. Solen ser lleugeres i bastant econòmiques. Les que reboten més llum són les de colors clars, com el blanc o metàl·lic, tanmateix, també hi ha models daurats o de diferents colors per al rebotar-la donar-li tonalitat segons el que volem aconseguir, així com pantalles reflectores fosques que absorbeixen la llum.
- Finestres de llum: Les finestres o teles de llum solen ser teles de diferents materials que es posicionen davant la font de llum o prop del subjecte de la imatge per tal de dispersar la llum i aconseguir-ne una de més natural i menys intensa. Com en el cas anterior s'hi distingeixen tant de colors més foscos com colors clars, així com colors que tenen com a objectiu canviar la tonalitat de la imatge.[8]

## Filtres de llum

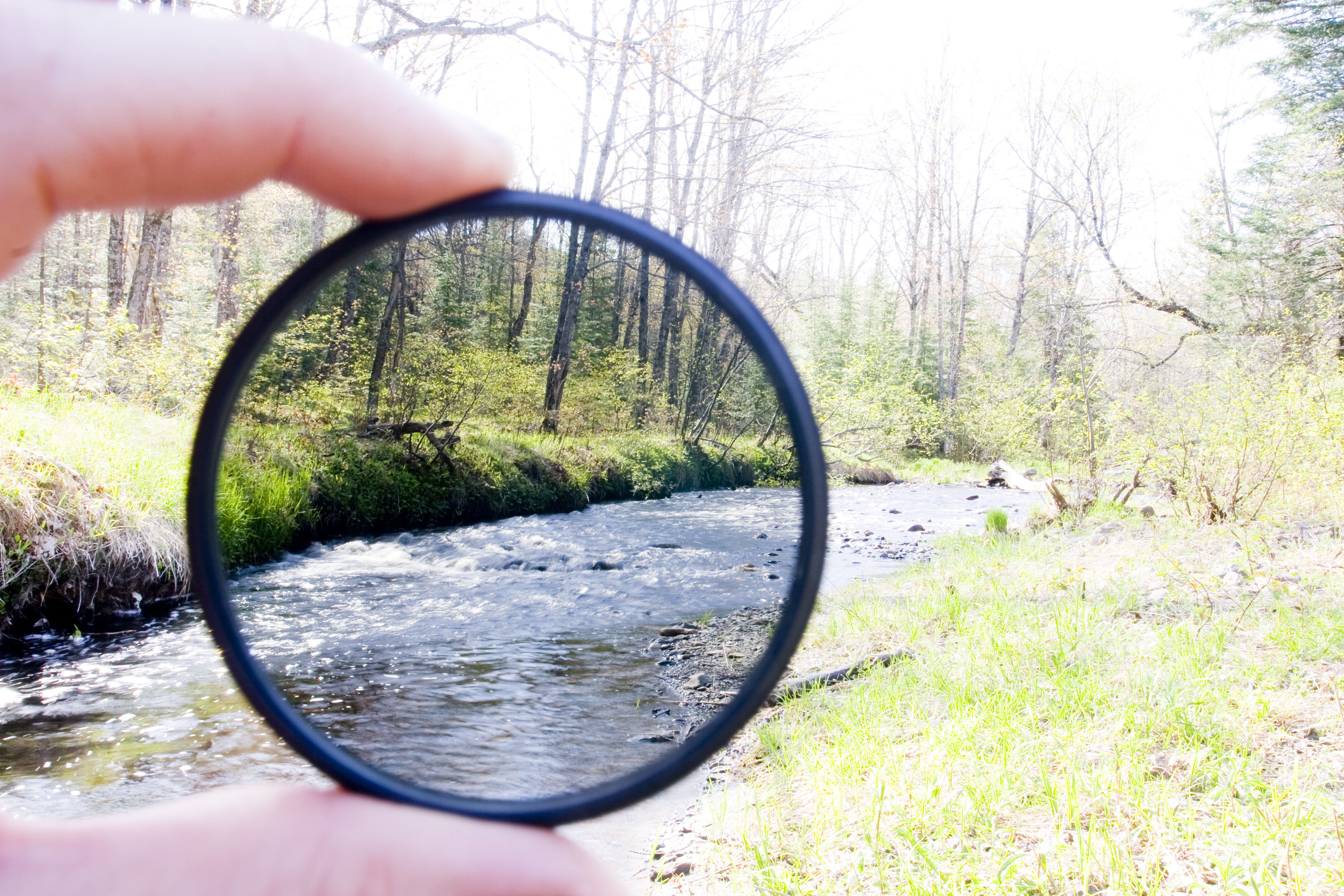
Filtre de densitat neutra, enfosqueix la imatge i ens permet mantenir un nombre f baix en situacions de molta llum, entre d'altres.

En nombroses ocasions la llum es modifica de manera passiva, aplicant una sèrie de filtres a l'objectiu fotogràfic, l'instrument que absorbeix la llum i la dirigeix al sensor. Aquests filtres podem acoblar-se a través d'una rosca davant els objectius, ser panells de vidre quadrats que es col·loquin davant del sensor o estar incorporats directament en el cos interior de la càmera. Segons la funció que tenen distingim entre diferents filtres:
- El filtre Skylight i UV: Tenen com a funció principal protegir l'objectiu de ratllades, pols i brutí- cia. Secundàriament, filtren la llum ultra violeta i corregeixen lleugerament l'excés de blau en la imatge.
- Filtre polaritzador: Un dels més demandats per a la fotografia exterior. Per una banda elimina els reflexes de superfícies brillants com el vidre o l'aigua transparentant-la. Per altra banda ajuda a aconseguir colors més saturats i intensos.
- Filtre de densitat neutre: Aquest filtre és aparentment gris, i serveix per a reduir la quantitat de llum que entra a l'objectiu. És útil en situacions en què no trobes un bon equilibri entre el temps d'exposició i la llum que entra a la imatge i/o necessites un temps d'exposició llarg per aconseguir un efecte en concret.
- Filtres de color: Són aquells que modifiquen la llum i li donen tonalitats diferents. És veritat que és una tècnica que es fa servir molt en l'edició posterior de la imatge (en la postproducció), però el fer-ho amb un filtre ens permet no perdre qualitat i aconseguir uns colors més reals.